# 波莉·鲍里
波莉·鲍里（英語：Polly Powrie，1987年12月9日—），新西兰女子帆船运动员。她曾代表新西兰参加2012年和2016年夏季奥林匹克运动会帆船比赛，获得一枚金牌和一枚银牌。